# III liga polska w piłce nożnej (2014/2015)/Grupa II (kujawsko-pomorsko-wielkopolska)
III liga, grupa kujawsko-pomorsko-wielkopolska, sezon 2014/2015 – 7. edycja rozgrywek czwartego poziomu ligowego piłki nożnej mężczyzn w Polsce po reorganizacji lig w 2008 roku. Brało w niej udział 18 drużyn z województwa kujawsko-pomorskiego i województwa wielkopolskiego. Najlepsza drużyna zagrała o baraże do II ligi. Ostatnich 6 drużyn spadło odpowiednio do grup: kujawsko-pomorskiej, wielkopolskiej (północ) i wielkopolskiej (południe) IV ligi. Opiekunem ligi był Kujawsko-Pomorski Związek Piłki Nożnej.
Sezon ligowy rozpoczął się 9 sierpnia 2014 roku, a ostatnie mecze rozegrane zostały 7 czerwca 2015 roku.

## Zasady rozgrywek
Zmagania w lidze toczyły się systemem kołowym w dwóch rundach – jesiennej i wiosennej. Drużyny, które po zakończeniu rozgrywek zajęły w tabeli ostatnich 6 miejsc, spadły do właściwej terytorialnie IV ligi i będą w kolejnym sezonie występować w IV lidze..
Drużyna, które zrezygnowałaby z uczestnictwa w rozgrywkach, degradowana została o 2 klasy rozgrywkowe i przenoszona na ostatnie miejsce w tabeli (jeśli rozegrała przynajmniej 50% spotkań sezonu; wtedy mecze nierozegrane weryfikowane są jako walkowery 0:3 na niekorzyść drużyny wycofanej) lub jej wyniki został anulowane. Z rozgrywek eliminowana – i również degradowana o 2 klasy rozgrywkowe – była drużyna, która nie rozegrała z własnej winy 3 spotkań sezonu.
Kolejność w tabeli ustalało się według liczby zdobytych punktów. W przypadku uzyskania równej ilości punktów przez dwie drużyny, o zajętym miejscu decydowały:
a) liczba zdobytych punktów w spotkaniach bezpośrednich,
b) korzystniejsza różnica między zdobytymi i utraconymi bramkami w spotkaniach bezpośrednich,
c) przy uwzględnieniu reguły UEFA, że bramki strzelone na wyjeździe liczone są podwójnie, korzystniejsza różnica między zdobytymi i utraconymi bramkami w spotkaniach bezpośrednich,
d) korzystniejsza różnica bramek we wszystkich spotkaniach z całego cyklu rozgrywek,
e) większa liczba bramek zdobytych we wszystkich spotkaniach z całego cyklu.
W przypadku, gdy dwoma zespołami o jednakowej liczbie punktów byłyby zespoły, których kolejność decyduje o awansie lub spadku, miały zastosowanie wyłącznie zasady określone w punktach a, b i c, a jeżeli one nie rozstrzygnęłyby kolejności, miało się odbyć dodatkowe spotkanie barażowe na neutralnym boisku, wyznaczonym przez Wydział Gier PZPN.
| Uczestnicy sezonu 2013/2014 | Uczestnicy sezonu 2013/2014 | Uczestnicy sezonu 2013/2014 | Uczestnicy sezonu 2013/2014 |
| --------------------------- | --------------------------- | --------------------------- | --------------------------- |
| KLE                         | Sokół Kleczew               | 1                           |                             |
| STW                         | Start Warlubie              | 2                           |                             |
| USK                         | Unia Solec Kujawski         | 3                           |                             |
| WDA                         | Wda Świecie                 | 4                           |                             |
| LP2                         | Lech II Poznań              | 5                           |                             |
| ŚRW                         | Polonia Środa Wielkopolska  | 6                           |                             |
| WŁK                         | Włocłavia Włocławek         | 7                           |                             |
| NLB                         | Nielba Wągrowiec            | 8                           |                             |
| COW                         | Centra Ostrów Wielkopolski  | 9                           |                             |
| UNS                         | Unia Swarzędz               | 10                          |                             |
| PGM                         | Pogoń Mogilno               | 11                          |                             |

| Spadek z II ligi zachodniej 2013/2014 | Spadek z II ligi zachodniej 2013/2014 | Spadek z II ligi zachodniej 2013/2014 | Spadek z II ligi zachodniej 2013/2014 |
| ------------------------------------- | ------------------------------------- | ------------------------------------- | ------------------------------------- |
| OST                                   | Ostrovia 1909 Ostrów Wielkopolski     | 14                                    |                                       |
| CAL                                   | Calisia Kalisz                        | 151                                   |                                       |
| JAR                                   | Jarota Jarocin                        | 17                                    |                                       |
| Awans z IV ligi 2013/2014             |                                       |                                       |                                       |
| grupa kujawsko-pomorska               |                                       |                                       |                                       |
| SPB                                   | Sparta Brodnica                       | 1                                     |                                       |
| CHC                                   | Chełminianka Chełmno                  | 2                                     |                                       |
| grupa wielkopolska (północ)           |                                       |                                       |                                       |
| TPO                                   | Tarnovia Tarnowo Podgórne             | 1                                     |                                       |
| grupa wielkopolska (południe)         |                                       |                                       |                                       |
| WRZ                                   | Victoria Września                     | 2                                     |                                       |

Objaśnienia:
1. Calisia Kalisz wycofała się przed rozpoczęciem rozgrywek, jej miejsce zajęła Warta Poznań[3].

### Tabela
| Lp. | Drużyna                           | M  | Z  | R  | P  | Bramki | Bramki | Różn. | Pkt | Uwagi             | Bezpośrednio |
| --- | --------------------------------- | -- | -- | -- | -- | ------ | ------ | ----- | --- | ----------------- | ------------ |
| 1   | Warta Poznań (M)                  | 34 | 23 | 7  | 4  | 70     | 33     | +37   | 76  | Baraże o II ligę  |              |
| 2   | Sokół Kleczew                     | 34 | 21 | 5  | 8  | 69     | 27     | +42   | 68  |                   |              |
| 3   | Lech II Poznań                    | 34 | 18 | 6  | 10 | 73     | 34     | +39   | 60  |                   |              |
| 4   | Polonia Środa Wielkopolska        | 34 | 18 | 5  | 11 | 67     | 46     | +21   | 59  |                   |              |
| 5   | Start Warlubie                    | 34 | 16 | 8  | 10 | 47     | 29     | +18   | 56  |                   |              |
| 6   | Nielba Wągrowiec                  | 34 | 16 | 8  | 10 | 54     | 42     | +12   | 56  |                   |              |
| 7   | Centra Ostrów Wielkopolski        | 34 | 15 | 10 | 9  | 53     | 35     | +18   | 55  |                   |              |
| 8   | Ostrovia 1909 Ostrów Wielkopolski | 34 | 14 | 12 | 8  | 56     | 49     | +7    | 54  |                   |              |
| 9   | Sparta Brodnica                   | 34 | 15 | 7  | 12 | 49     | 45     | +4    | 52  |                   |              |
| 10  | Jarota Jarocin                    | 34 | 14 | 10 | 10 | 43     | 38     | +5    | 52  |                   |              |
| 11  | Wda Świecie                       | 34 | 15 | 7  | 12 | 57     | 34     | +23   | 52  |                   |              |
| 12  | Unia Swarzędz                     | 34 | 11 | 13 | 10 | 64     | 47     | +17   | 46  |                   |              |
| 13  | Victoria Września (S)             | 34 | 12 | 6  | 16 | 44     | 62     | −18   | 42  | Spadek do IV ligi |              |
| 14  | Pogoń Mogilno (S)                 | 34 | 11 | 6  | 17 | 50     | 62     | −12   | 39  | Spadek do IV ligi |              |
| 15  | Unia Solec Kujawski (S)           | 34 | 10 | 2  | 22 | 39     | 63     | −24   | 32  | Spadek do IV ligi |              |
| 16  | Tarnovia Tarnowo Podgórne (S)     | 34 | 7  | 6  | 21 | 46     | 82     | −36   | 27  | Spadek do IV ligi |              |
| 17  | Chełminianka Chełmno (S)          | 34 | 5  | 6  | 23 | 39     | 91     | −52   | 21  | Spadek do IV ligi |              |
| 18  | Włocłavia Włocławek (S)           | 34 | 2  | 2  | 30 | 17     | 118    | −101  | 8   | Spadek do IV ligi |              |

### Wyniki
| Gospodarz \ Gość                  | COW | CHC | JAR   | LP2 | NLB | OST | PGM | ŚRW   | KLE | SPB | STW | TPO | USK | UNS | WAR | WDA | WŁK | WRZ   |
| Centra Ostrów Wielkopolski        |     | 2:2 | 0:0   | 2:1 | 0:0 | 1:1 | 3:1 | 3:1   | 1:1 | 0:2 | 2:0 | 5:1 | 1:2 | 0:1 | 0:3 | 0:0 | 5:1 | 5:0   |
| Chełminianka Chełmno              | 0:2 |     | 0:1   | 0:5 | 2:2 | 2:2 | 2:0 | 1:1   | 1:2 | 1:4 | 1:2 | 3:1 | 0:2 | 0:3 | 1:2 | 2:1 | 4:1 | 0:3   |
| Jarota Jarocin                    | 0:2 | 4:1 |       | 1:2 | 2:1 | 2:2 | 2:1 | 0:1   | 1:0 | 2:3 | 1:4 | 1:1 | 1:0 | 2:0 | 0:0 | 2:1 | 1:0 | 2:2   |
| Lech II Poznań                    | 1:1 | 6:1 | 3:1   |     | 0:1 | 0:1 | 2:1 | 2:2   | 0:2 | 3:0 | 1:0 | 7:0 | 3:0 | 0:1 | 4:2 | 0:1 | 5:0 | 5:0   |
| Nielba Wągrowiec                  | 1:0 | 1:0 | 2:2   | 1:2 |     | 1:2 | 3:1 | 0:3wo | 1:0 | 2:1 | 0:1 | 2:1 | 3:0 | 4:0 | 2:2 | 0:5 | 6:0 | 1:2   |
| Ostrovia 1909 Ostrów Wielkopolski | 0:0 | 4:1 | 0:1   | 2:2 | 2:2 |     | 0:1 | 2:1   | 1:3 | 1:0 | 3:0 | 1:0 | 3:1 | 3:3 | 4:2 | 0:1 | 4:0 | 2:0   |
| Pogoń Mogilno                     | 0:0 | 4:1 | 1:0   | 1:1 | 1:2 | 1:2 |     | 3:5   | 1:0 | 0:5 | 3:1 | 3:1 | 0:1 | 1:1 | 1:2 | 3:1 | 3:2 | 4:1   |
| Polonia Środa Wielkopolska        | 4:0 | 4:0 | 1:1   | 2:4 | 5:1 | 4:1 | 3:0 |       | 2:1 | 4:0 | 0:0 | 1:0 | 2:1 | 1:1 | 5:1 | 1:2 | 3:0 | 0:1   |
| Sokół Kleczew                     | 2:1 | 3:2 | 2:1   | 1:0 | 0:1 | 7:0 | 2:2 | 4:0   |     | 4:0 | 1:0 | 4:0 | 0:1 | 2:1 | 0:1 | 0:0 | 3:0 | 4:1   |
| Sparta Brodnica                   | 1:2 | 4:2 | 2:2   | 1:0 | 2:0 | 2:1 | 1:1 | 0:1   | 0:2 |     | 3:1 | 3:2 | 0:1 | 2:2 | 1:1 | 3:2 | 1:1 | 0:1   |
| Start Warlubie                    | 2:2 | 0:1 | 1:1   | 2:0 | 1:0 | 1:1 | 3:0 | 3:2   | 3:1 | 0:1 |     | 1:0 | 4:0 | 1:1 | 2:0 | 1:0 | 1:0 | 1:1   |
| Tarnovia Tarnowo Podgórne         | 1:3 | 1:1 | 2:1   | 1:1 | 1:3 | 2:2 | 1:1 | 3:0   | 1:3 | 2:2 | 0:3 |     | 4:1 | 1:8 | 0:1 | 3:2 | 3:4 | 2:1   |
| Unia Solec Kujawski               | 0:1 | 7:0 | 0:3wo | 1:2 | 2:3 | 0:2 | 2:1 | 1:2   | 1:3 | 0:2 | 0:1 | 1:4 |     | 1:0 | 2:3 | 0:1 | 4:1 | 0:0   |
| Unia Swarzędz                     | 1:2 | 3:3 | 0:2   | 1:1 | 0:0 | 2:2 | 2:4 | 4:0   | 0:0 | 1:1 | 2:0 | 5:2 | 6:1 |     | 1:3 | 2:2 | 3:0 | 3:0wo |
| Warta Poznań                      | 2:0 | 7:1 | 2:0   | 1:0 | 1:1 | 2:0 | 3:1 | 2:1   | 1:1 | 1:0 | 1:0 | 2:0 | 3:1 | 1:1 |     | 1:1 | 6:0 | 3:1   |
| Wda Świecie                       | 2:0 | 3:1 | 0:2   | 1:2 | 1:1 | 1:1 | 3:1 | 3:2   | 0:2 | 0:1 | 0:0 | 3:0 | 3:0 | 2:0 | 0:1 |     | 5:0 | 3:1   |
| Włocłavia Włocławek               | 0:5 | 1:0 | 0:2   | 0:3 | 0:5 | 1:2 | 2:4 | 1:2   | 1:7 | 0:1 | 0:7 | 0:4 | 0:3 | 0:3 | 0:3 | 0:7 |     | 0:2   |
| Victoria Września                 | 1:2 | 3:2 | 1:2   | 2:5 | 0:1 | 2:2 | 2:0 | 0:1   | 1:2 | 2:0 | 0:0 | 3:1 | 4:2 | 3:2 | 1:4 | 1:0 | 1:1 |       |

Źródło: 90minut
Objaśnienia:
1Drużyna gospodarzy jest wymieniona po lewej stronie tabeli.
Kolory: zielony – zwycięstwo gospodarzy, żółty – remis, różowy – zwycięstwo gości.

Kwalifikacja do baraży o II ligę: Warta Poznań
Spadek do IV ligi: Victoria Września, Pogoń Mogilno, Unia Solec Kujawski, Tarnovia Tarnowo Podgórne, Chełminianka Chełmno, Włocłavia Włocławek

## Baraże o II ligę
| 13 czerwca 2015 15:00 | Warta Poznań · Łukasz Spławski 29' | 1:2(1:2)Raport | Polonia Bytom · 20' Dawid Cempa · 36' Marcin Lachowski | Poznań, (Stadion przy Drodze Dębińskiej) Widzów: 1000 Sędzia: Tomasz Radkiewicz (Łódź) |
|                       |                                    |                | kartki: · Bartłomiej Setlak                            |                                                                                        |

| 17 czerwca 2015 17:00 | Polonia Bytom · Jacek Broniewicz 25' (k) | 1:0(1:0)Raport | Warta Poznań                                       | Bytom, (Stadion im. Edwarda Szymkowiaka) Widzów: 2104 Sędzia: Paweł Pskit (Łódź) |
|                       | kartki: · Łukasz Grube · Damian Michalik |                | kartki: · Artur Marciniak · 89' Michał Brzostowski |                                                                                  |

Awans do II ligi: Polonia Bytom